# Nova Democràcia (Suècia)
Nova Democràcia (suec Ny Demokrati) fou un partit polític suec d'extrema dreta, que a les eleccions legislatives sueques de 1991 va tenir representació parlamentària. Fou fundat a Skara el 4 de febrer de 1991 per Ian Wachtmeister i Bert Karlsson. El partit va presentar amb èxit una campanya electoral al Parlament suec el mateix hivern un programa de reforma econòmica i de restricció de la immigració, sobre una base més financera que no pas cultural. La seva política econòmica destaca la importància de l'esperit empresarial i la reducció de la burocràcia, es percep generalment com a centredreta.
Encara que fou fundat només mig any abans de les eleccions, Nova Democràcia va guanyar ràpidament suport polític a les enquestes. Ian Wachtmeister i Bert Karlsson va fer una campanya inusual, coneguda per parlar mentre bevien cervesa. Durant l'estiu del 1991, alguns sondejos d'opinió van donar més del 10% de suport al partit. En el dia de les eleccions, va rebre el 6% de la votació nacional. En el transcurs d'una nit electoral, Bengt Westerberg, el líder del Partit Popular Liberal, va sortir de l'estudi en protesta contra la política d'immigració de Nova Democràcia quan Ian Wachtmeister es va unir al programa.
Al Parlament va donar suport amb freqüència la coalició de quatre partits liberal-conservadors liderada per Carl Bildt, que va acceptar a contracor el seu suport. A les eleccions de 1994 no va rebre prou vots per a tenir la representació parlamentària. Posteriorment l'organització es va veure marcada per les lluites internes pel poder pel control de part de fons i ràpidament van caure en el caos, almenys a nivell nacional.
Abans de les eleccions de 1998 va fundar la secció juvenil Ny Ungdom (Nova Joventut). Mai no va obtenir cap importància. El partit deixà d'existir el 25 de febrer de 2000, quan fou declarat en fallida.

## Resultats electorals

### Eleccions legislatives
| Any  | Vots    | %         | Escons   | +/– | Govern            |
| ---- | ------- | --------- | -------- | --- | ----------------- |
| 1991 | 368,281 | 6.7 (#6)  | 25 / 349 | 25  | Suport extern     |
| 1994 | 68,663  | 1.2 (#8)  | 0 / 349  | 25  | Extraparlamentari |
| 1998 | 8,297   | 0.2 (#12) | 0 / 349  |     | Extraparlamentari |

### Consells municipals
| Any  | Vots    | %   | Escons       | +/– |
| ---- | ------- | --- | ------------ | --- |
| 1991 | 188,085 | 3.4 | 335 / 13.526 | 335 |
| 1994 | 62,550  | 1.1 | 53 / 13.550  | 282 |
| 1998 | N/A     | N/A | 0 / 13.388   | 53  |

### Parlament Europeu
| Any  | Vots  | %   | Escons | +/- |
| ---- | ----- | --- | ------ | --- |
| 1995 | 2,841 | 0.1 | 0 / 22 |     |